# Eunicea aspera
Eunicea aspera är en korallart som beskrevs av Duchassaing och Giovanni Michelotti 1860. Eunicea aspera ingår i släktet Eunicea och familjen Plexauridae. Inga underarter finns listade i Catalogue of Life.